# Bérelles
Bérelles ist eine französische Gemeinde im Département Nord in der Region Hauts-de-France. Sie gehört zum Arrondissement Avesnes-sur-Helpe und zum Kanton Fourmies.

## Geografie
Die Gemeinde Bérelles liegt zwölf Kilometer südöstlich von Maubeuge und drei Kilometer westlich der Grenze zu Belgien. Sie grenzt im Norden an Aibes, im Nordosten an Cousolre, im Osten an Hestrud, im Südosten an Solre-le-Château, im Süden an Eccles und im Westen an Solrinnes.

## Bevölkerungsentwicklung
| Jahr                       | 1962 | 1968 | 1975 | 1982 | 1990 | 1999 | 2008 | 2013 | 2020 |
| Einwohner                  | 207  | 165  | 167  | 144  | 151  | 156  | 161  | 163  | 161  |
| Quellen: Cassini und INSEE |      |      |      |      |      |      |      |      |      |

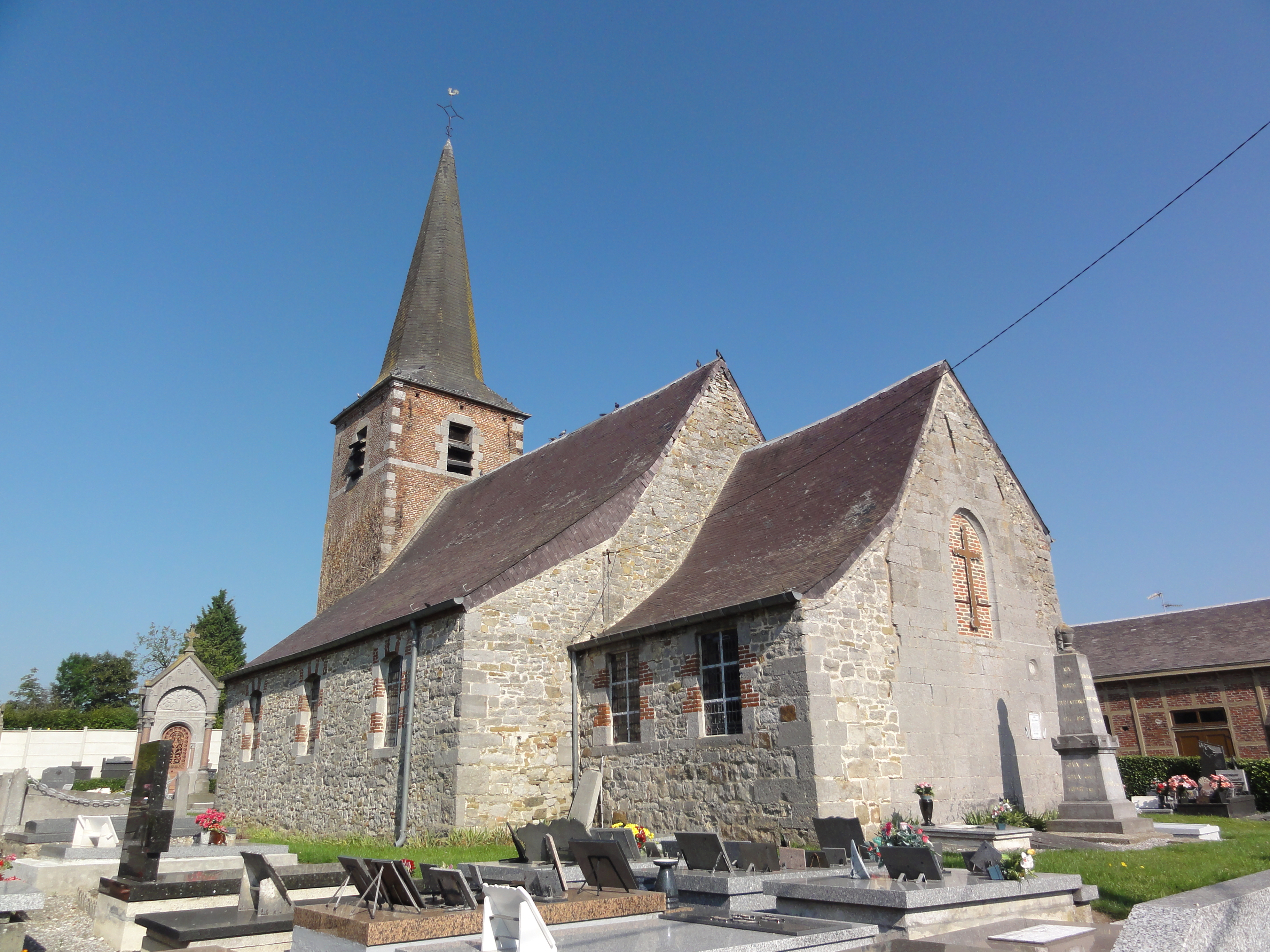
Kirche Saint-Remi
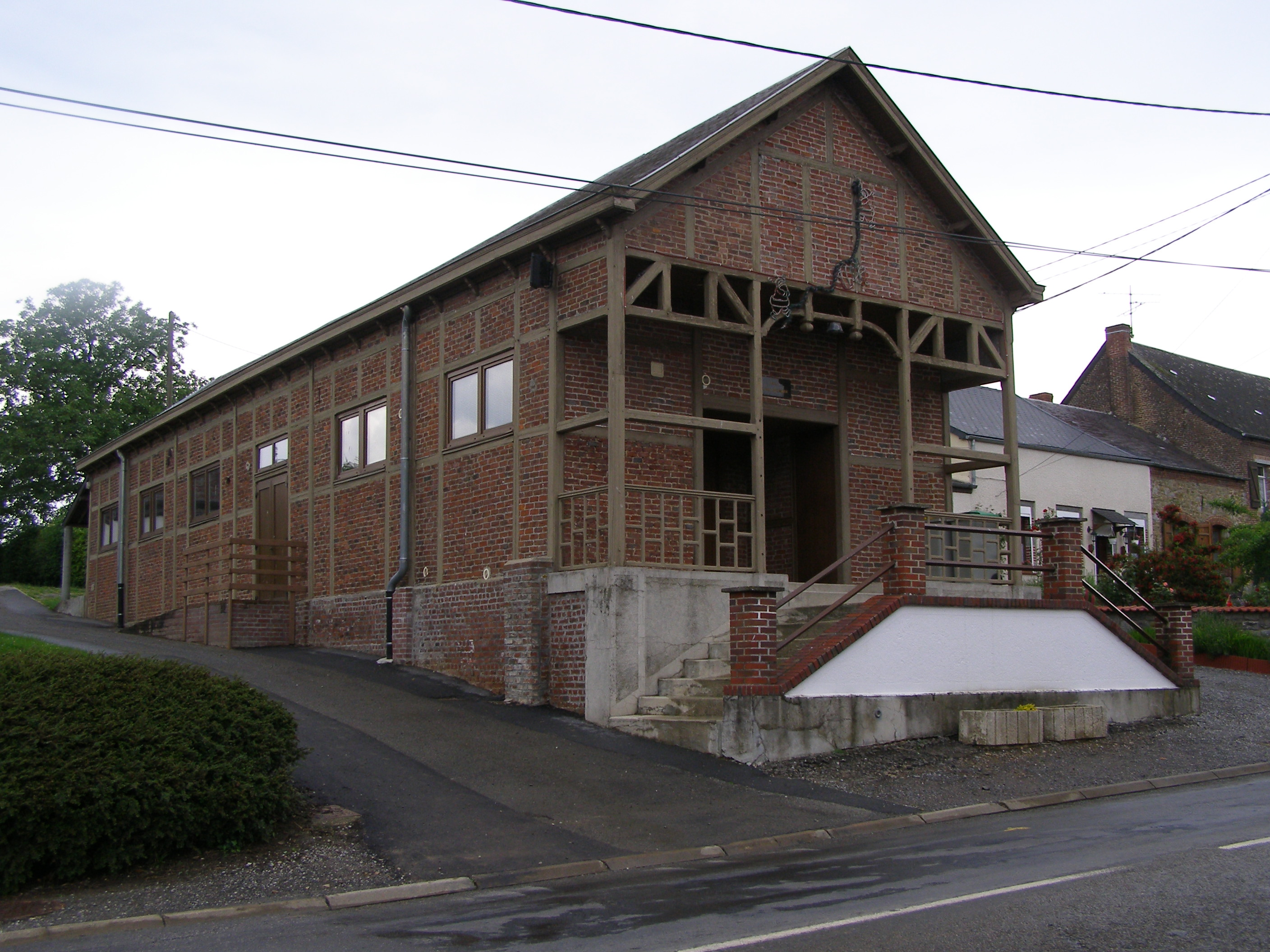
Gemeindefestsaal
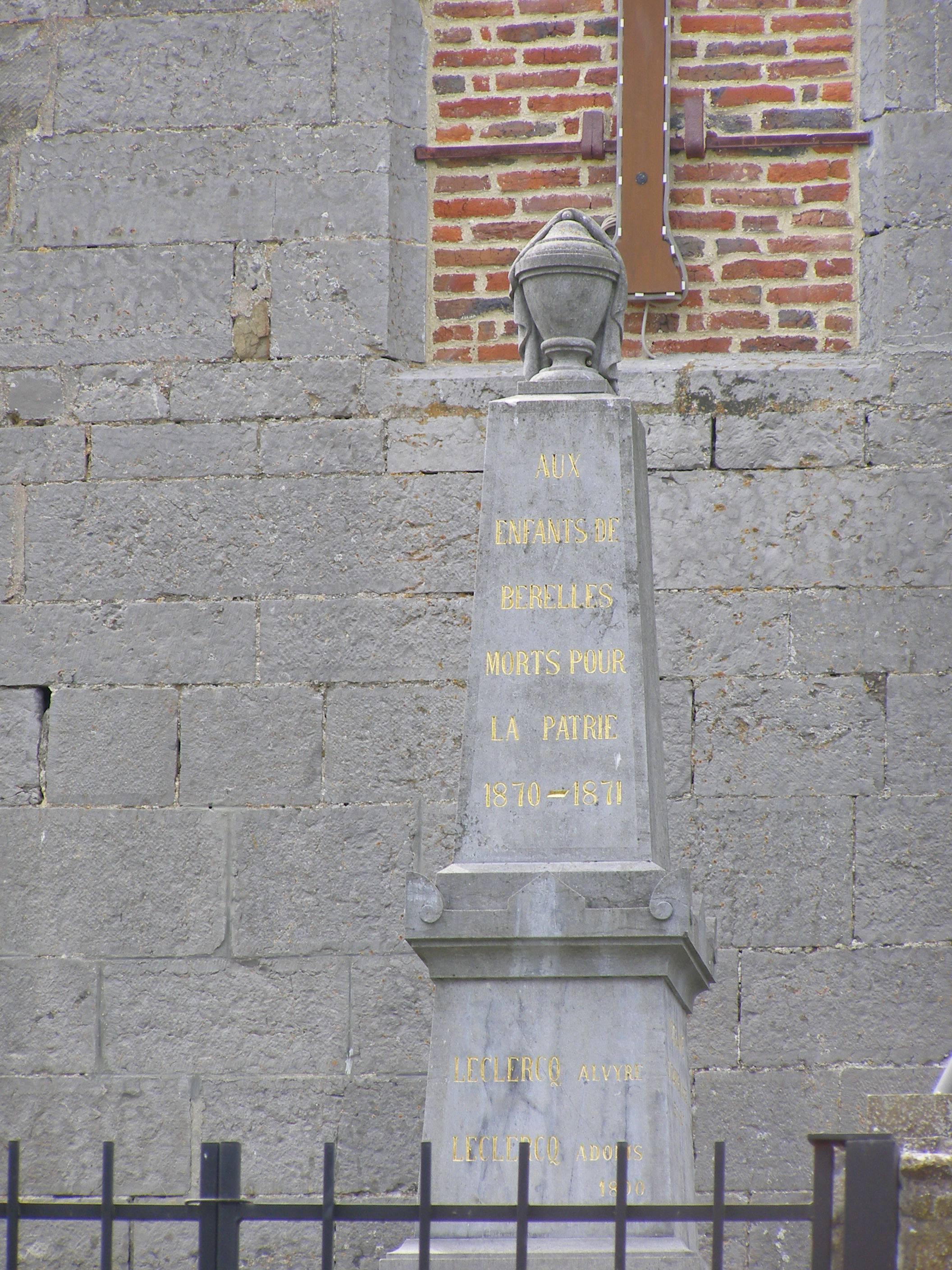
Gefallenendenkmal

## Persönlichkeiten
- Orli Reichert-Wald (* 1914 in Bérelles; † 1962 in Ilten), Widerstandskämpferin und NS-Verfolgte